# Colobura annulata
Espèce
Colobura annulata est une espèce de lépidoptères (papillons) de la famille des Nymphalidae, de la sous-famille des Nymphalinae, de la tribu des Nymphalini et du genre Colobura.

## Dénomination
Colobura annulata a été décrit par Keith R. Willmott (d), Luis Miguel Constantino (d) et Jason P. W. Hall en 2001.

### Noms vernaculaires
Il se nomme Annulata Beauty, Annulata Mosaic ou encore New Beauty en anglais.

## Description
L'imago est de taille moyenne avec une envergure d'environ 66 mm, il présente un dessus de couleur marron foncé avec les ailes antérieures barrées d'une large bande blanche.
Le revers est zébré marron et blanc avec la même bande blanche.

### Chenille
Les chenilles sont noires annelées de blanc et portent des épines jaunes.

### Chrysalide
Les nymphes ressemblent à des brindilles mortes, sur la plante hôte.

## Biologie

### Plantes hôtes
La chenille de Colobura annulata se nourrit de plantes du genre Cecropia dont Cecropia eximia, Cecropia longipes, Cecropia peltata et Cecropia virgusa.

## Écologie et distribution
Colobura annulata est présent au Mexique, au Venezuela, à Trinité-et-Tobago, en Guyane, au Guyana, au Surinam, en Bolivie, en Équateur et au Brésil.

### Biotope
Colobura annulata réside dans les forêts entre 200 et 1 500 mètres.